# شهرستان چروکی (اکلاهما)
شهرستان چروکی، اکلاهما (به انگلیسی: Cherokee County, Oklahoma) شهرستانی در ایالات متحده آمریکا است که در اکلاهما واقع شده‌است.

## خصوصیات
شهرستان چروکی ۲٬۰۰۹٫۸۴ کیلومترمربع مساحت دارد.